# Megalosaurus
Megalosaurus a fost primul dinozaur descoperit de oameni. Aceasta era o specie carnivoră de dimensiuni mari care a trăit acum 181 de milioane de ani în perioada Jurasic.

## Descoperirea
O parte din scheletul său a fost descoperită în 1677 de Robert Piot în insula Britanică. Având în vedere că atunci istoria biologiei nu era avansată, el nu și-a dat seama de valoarea oaselor obținute. Originea lor a rămas un mister pentru întreaga lume timp de aproape două secole, nefiind însă o problemă de dezbatere la acea vreme. În cele din urmă, în anul 1824, William Buckland a descoperit încă o parte din scheletul unui Megalosaurus, dându-i acest nume și intuind faptul că face parte dintr-un regn animal despre care oamenii nu știau nimic până atunci.

## Modul de viață
Megalosaurus era un dinozaur din ordinul Theropozilor care cântărea o tonă, avea o înălțime de 3 metri, și o lungime de 9 metri. 

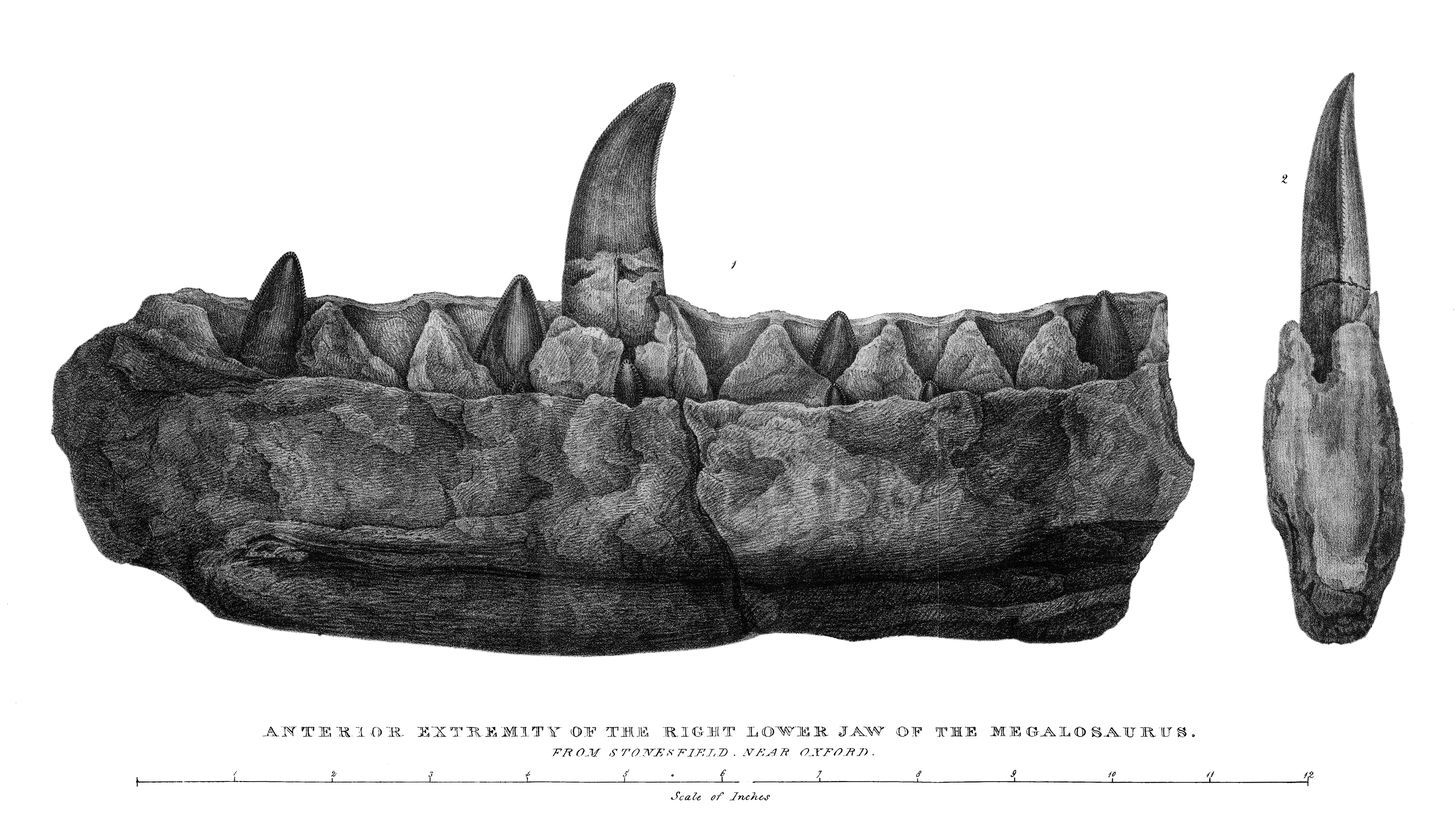

Acesta era un dinozaur care vâna singur ca majoritatea carnivorilor, având instinctele dezvoltate. El ataca în special dinozauri erbivori de dimensiuni apropiate sau puțin mai mari decât ale lui când îi vedea singuri (în afara turmei). Puii erau abandonați la scurt timp după ecloziune, și se adaptau condițiilor aspre doar folosindu-și instinctele primare.